# حالت مطلق
در زبان‌های کُنایی-مطلق (ergative-absolutive) به حالت دستوری که در تضاد با حالت کنایی استفاده می‌شود حالت مطلق گفته می‌شود.
به عبارتی در زبان‌های کُنایی-مطلق، به آن حالت دستوری که فاعلِ فعل لازم و مفعولِ صریحِ فعل متعدی را نشانه‌گذاری می‌کند حالت مطلق گفته می‌شود.
حالت مطلق در قسمتی با حالت نهادی (فاعلی) و در قسمتی با حالت مفعولی یکسانی پیدا می‌کند. 
نمونه‌ای از زبان‌هایی که حالت مطلق دارند زبان باسکی است. برای نمونه در مثال زیر واژه mutil (پسر) هنگامی که فاعل یک فعل لازم است نشانه -a می‌گیرد و (mutil-a etorri da، پسر آمد) و هنگامی که مفعول یک فعل متعدی است نیز همین‌طور (Irakasle-ak mutil-a ikusi du، آموزگار پسر را دیده‌است). به این خاطر که جمله دوم گذرا (متعدی) است مفعول آن در حالت مطلق و فاعل آن در حالت کنایی (ارگتیو) قرار می‌گیرد. نشانه -ak که در این جمله دیده می‌شود پسوند کنایی است.
در دیگر زبان‌های کنایی نظیر سومری، حالت مطلق نشانه حالت مطلق، تکواژ صفر است:
| lugal-Ø         | muĝen |
| شاه (حالت مطلق) | آمد   |
| شاه آمد (لازم)  |       |

| lugal-e                        | bàd-Ø        | insìg     |
| شاه (کنایی)                    | دیوار (مطلق) | ویران کرد |
| شاه دیوار را ویران کرد (متعدی) |              |           |

اسم‌ها در حالت مطلق معمولاً کمتر از حالت کنایی، نشانه‌های نقش‌نما می‌گیرند.